# Martin Flack
Martin William Flack (20 de março de 1882 – 16 de agosto de 1931) foi um médico britânico, responsável em 1907 pela descoberta do nódulo sinoauricular do coração em co-autoria com Arthur Keith.